# Islas Columbretes
Islas Columbretes är öar i Spanien.   De ligger i provinsen Província de Castelló och regionen Valencia, i den östra delen av landet, 400 km öster om huvudstaden Madrid. Arean är 0,19 kvadratkilometer. 